# دیر سمعان
دیر سمعان یا کلیسای استایلایتس سنت سیمئون (عربی: کنیسة مار سمعان العمودی، آوانگاری: Kanīsat Mār Simʿān el-ʿAmūdī) ساختمانی است که می‌توان قدمت آن را پیش از سده ۵ میلادی یافت، تقریباً در ۳۰ کیلومتر (۱۹ مایل) قسمت شمال غربی حلب، سوریه واقع شده‌است. این کلیسا یکی از قدیمی‌ترین مجموعه‌های کلیسایی است که باقی مانده‌است. این بنا در محل ستون Saint Simeon Stylites، یک راهب مشهور گوشه‌گیر ساخته شده‌است. این کلیسا همچنین به نام‌های قلعه سمعان یا دیر سمعان نیز شناخته می‌شود.

## تاریخ
این مکان مدتها رها شده و ویران شده‌است، بخشی از مجموعه ویرانه‌هایی است که به عنوان شهر فراموش‌شده سوریه شناخته می‌شود. تا همین اواخر، بقایای ستون مقدس سیمئون هنوز وجود داشت. قسمتهای قابل توجهی که از ستون ستون باقی مانده‌است آخرین بار در قرن هفدهم قابل مشاهده بود. گنبد بالای آن ظاهراً تا قرن نوزدهم باقی مانده‌است.

## معماری
برخلاف بسیاری از کلیساهای جامع ساخته شده در قرون وسطی در اروپا، ایده کلیسای مقدس سیمئون به عنوان یک پروژه در یک بازه زمانی کوتاه تحقق یافت. کلیسا به شکل صلیبی که از چهار مجتمع کلیسایی مجزا تشکیل شده بود، طراحی شده‌است. زمینه‌های ساخت کلیسا توسط مقامات امپراطوری داده شد.

## یونسکو

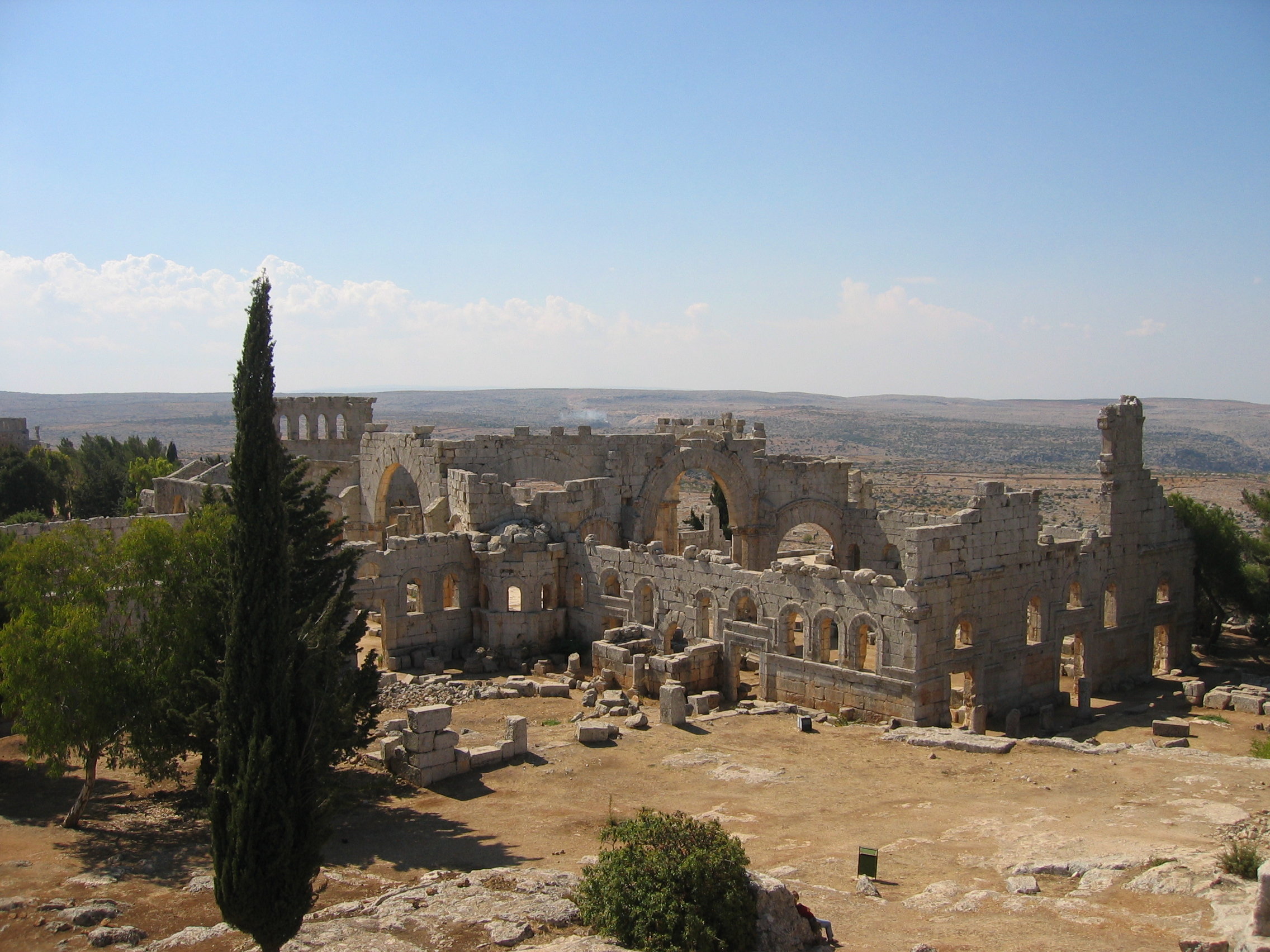
نمایی از کلیسای استایلایتس سنت سیمئون

از ژوئن ۲۰۱۱، کلیسا و دهکده اطراف آن توسط سازمان آموزشی، علمی و فرهنگی سازمان ملل (یونسکو) به عنوان بخشی از " دهکده‌های باستانی شمال سوریه "، میراث جهانی تعیین شد. یونسکو ارزش زیادی برای ساختمان قائل است زیرا نمایانگر فداکاری بسیار زیاد آن برای یک دوره مقدس است که توسط سنت سیمئون تجلی یافته‌است.

## جنگ‌ها
کلیسای سنت سیمئون به‌طور مداوم با تخریب جنگ‌ها روبرو شده‌است.

### جنگ اعراب و بیزانس
کلیسا تحت تأثیر این جنگ برای کنترل سوریه بین بیزانس و اعراب قرار گرفت. با وجود این، بیزانس‌ها حتی پس از چنین ویرانی کلیسا را مستحکم کردند. این مجموعه توسط امیر حلب سعدالدوله مورد حمله و فتح قرار گرفت و قلعه محسوب می‌شد. این امر نماد مجموعه را به عنوان یک مکان مقدس به خطر انداخت و مانع ادامه بازدید نمازگزاران از مجموعه به منظور پرستش نشد.

## نگارخانه

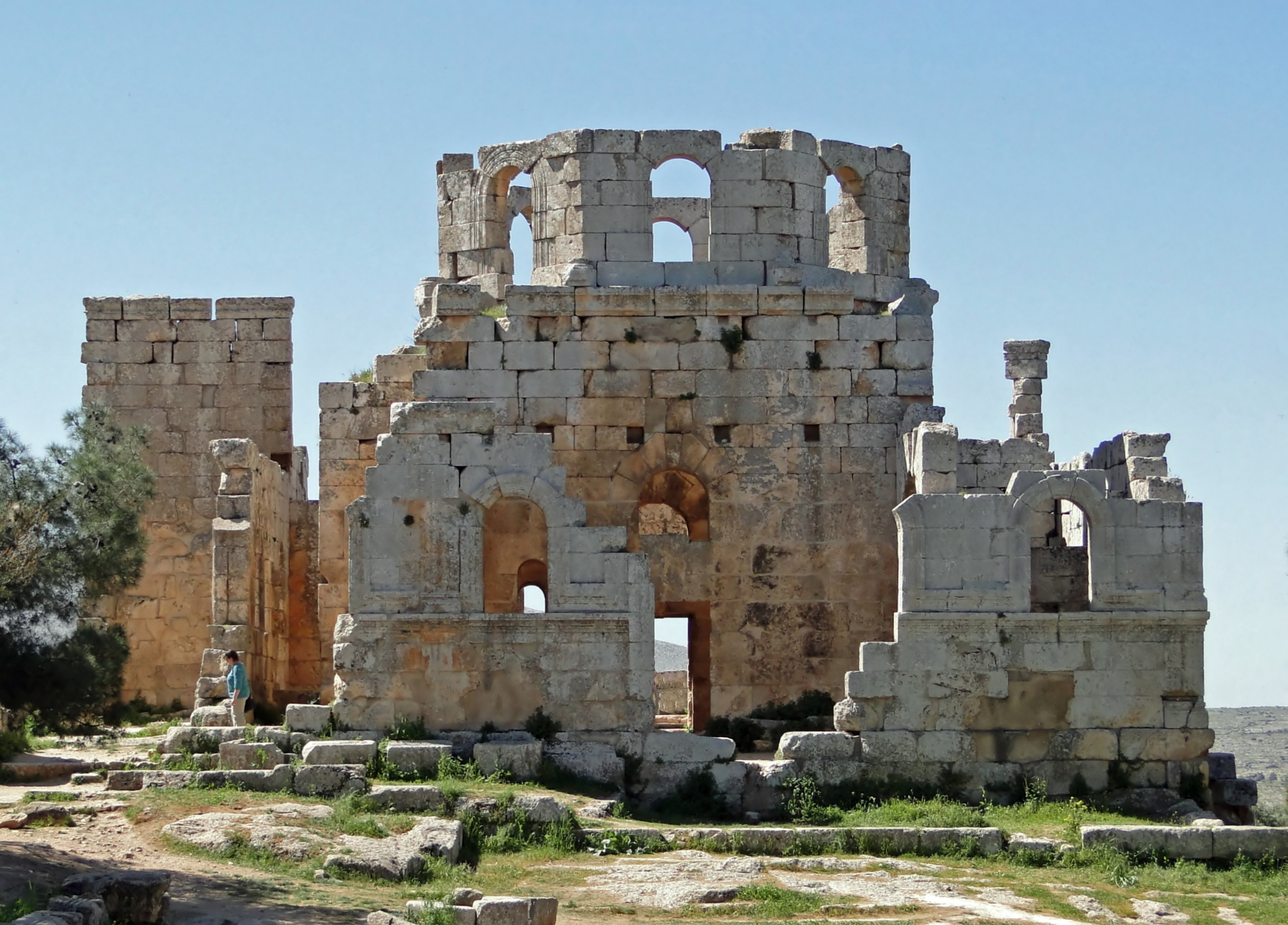
غسل تعمید
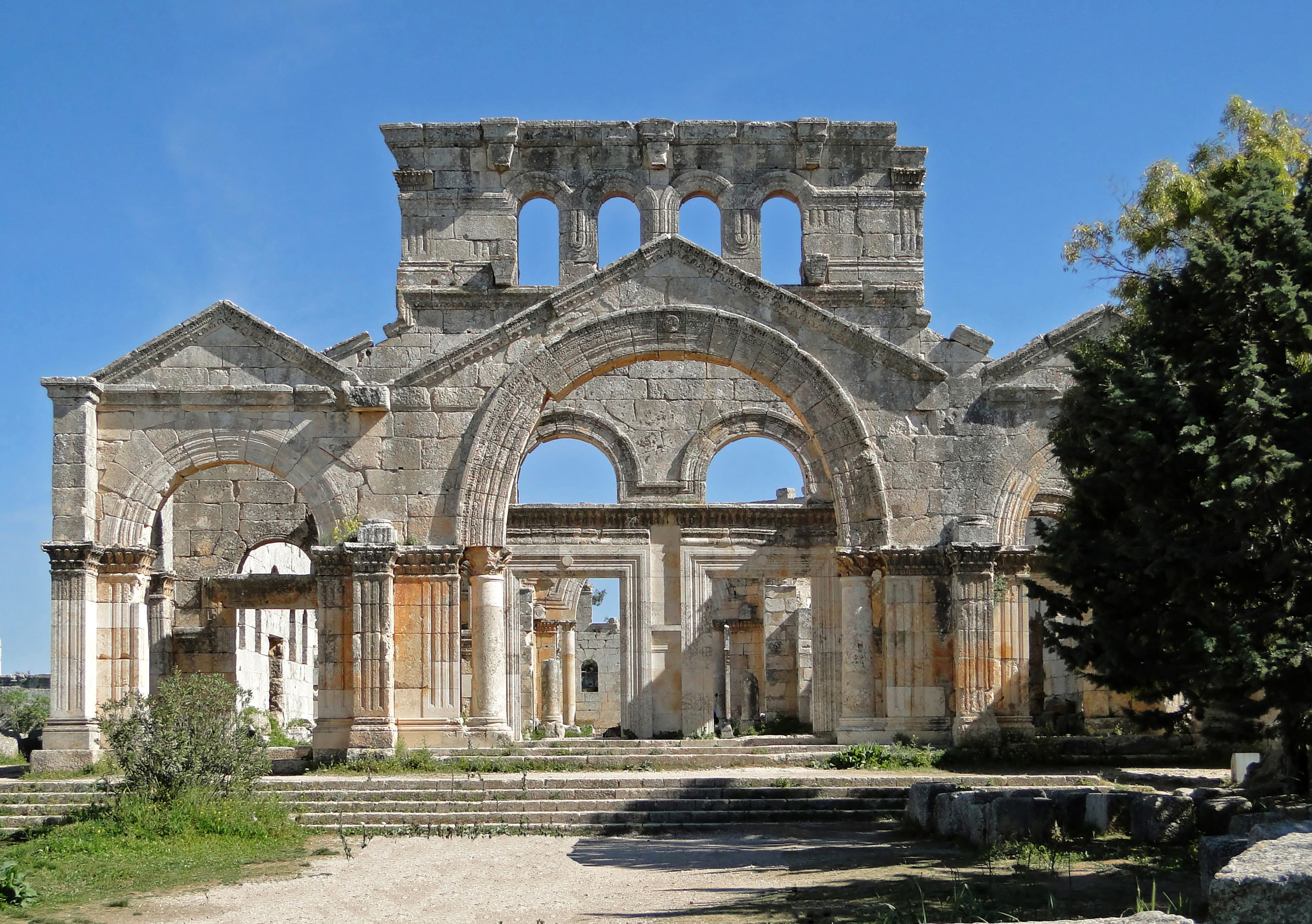
نمای جنوبی کلیسای سنت سیمئون
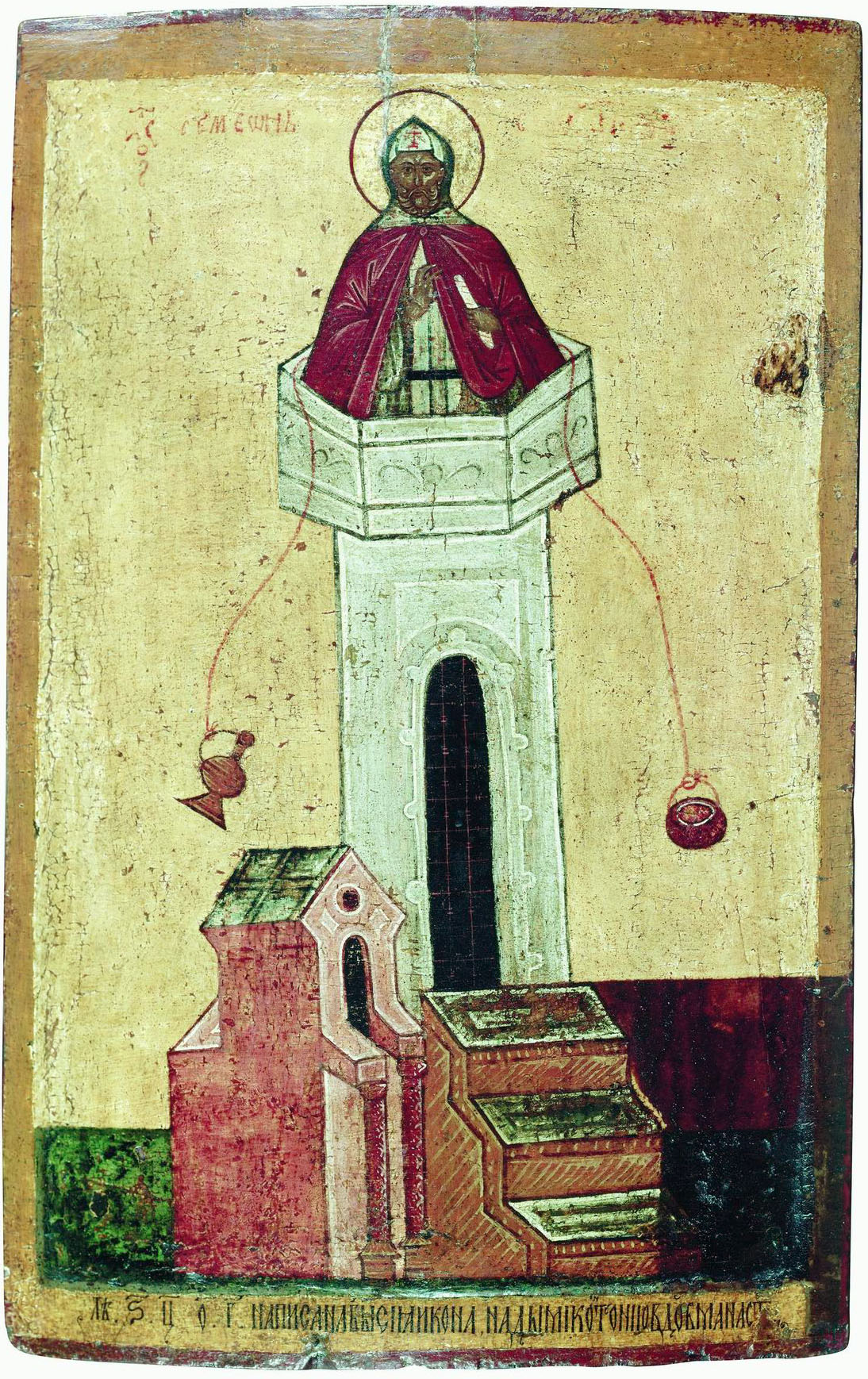
نماد سن سیمئون
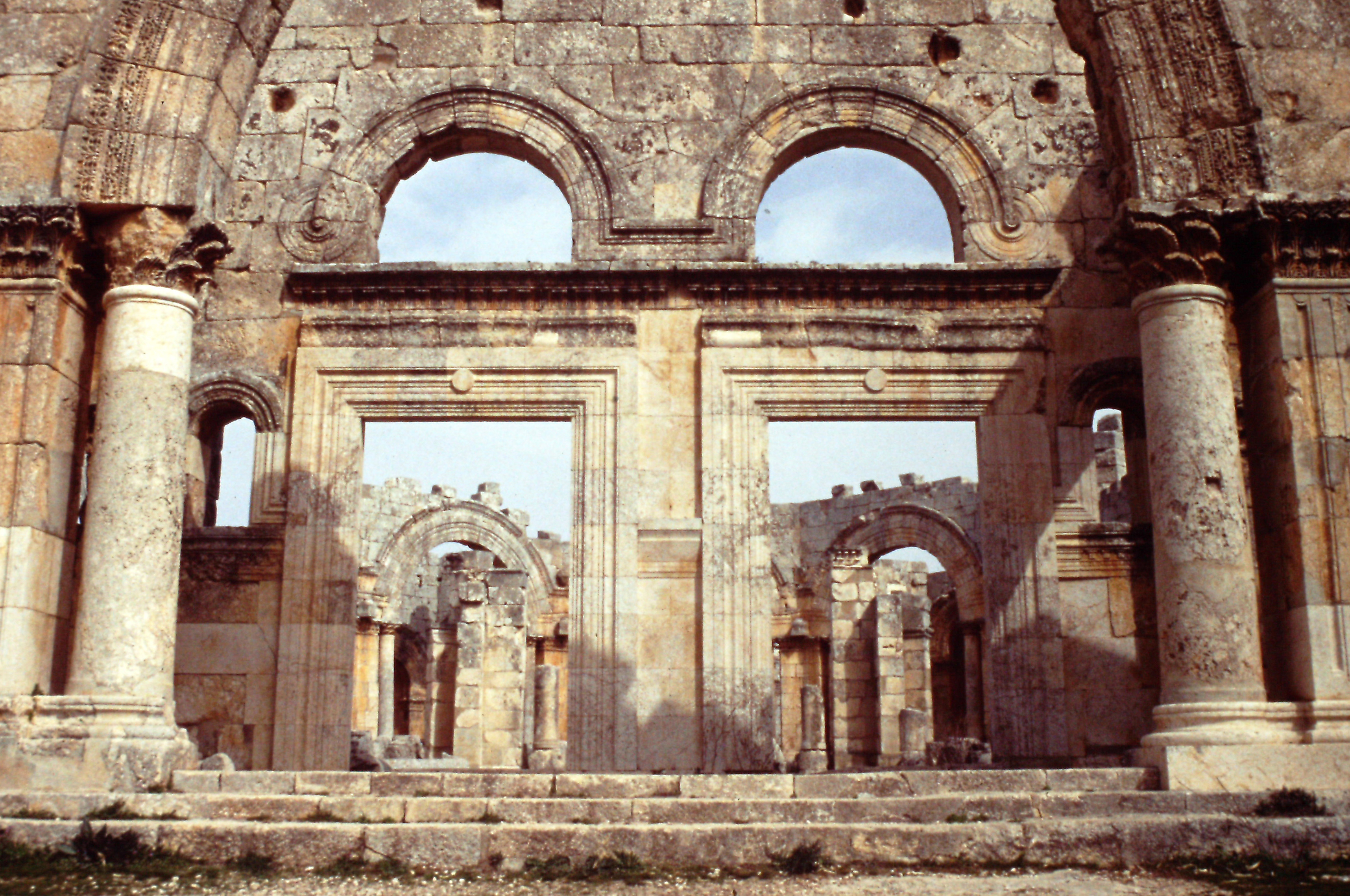
نمای کلیسای مقدس سیمئون
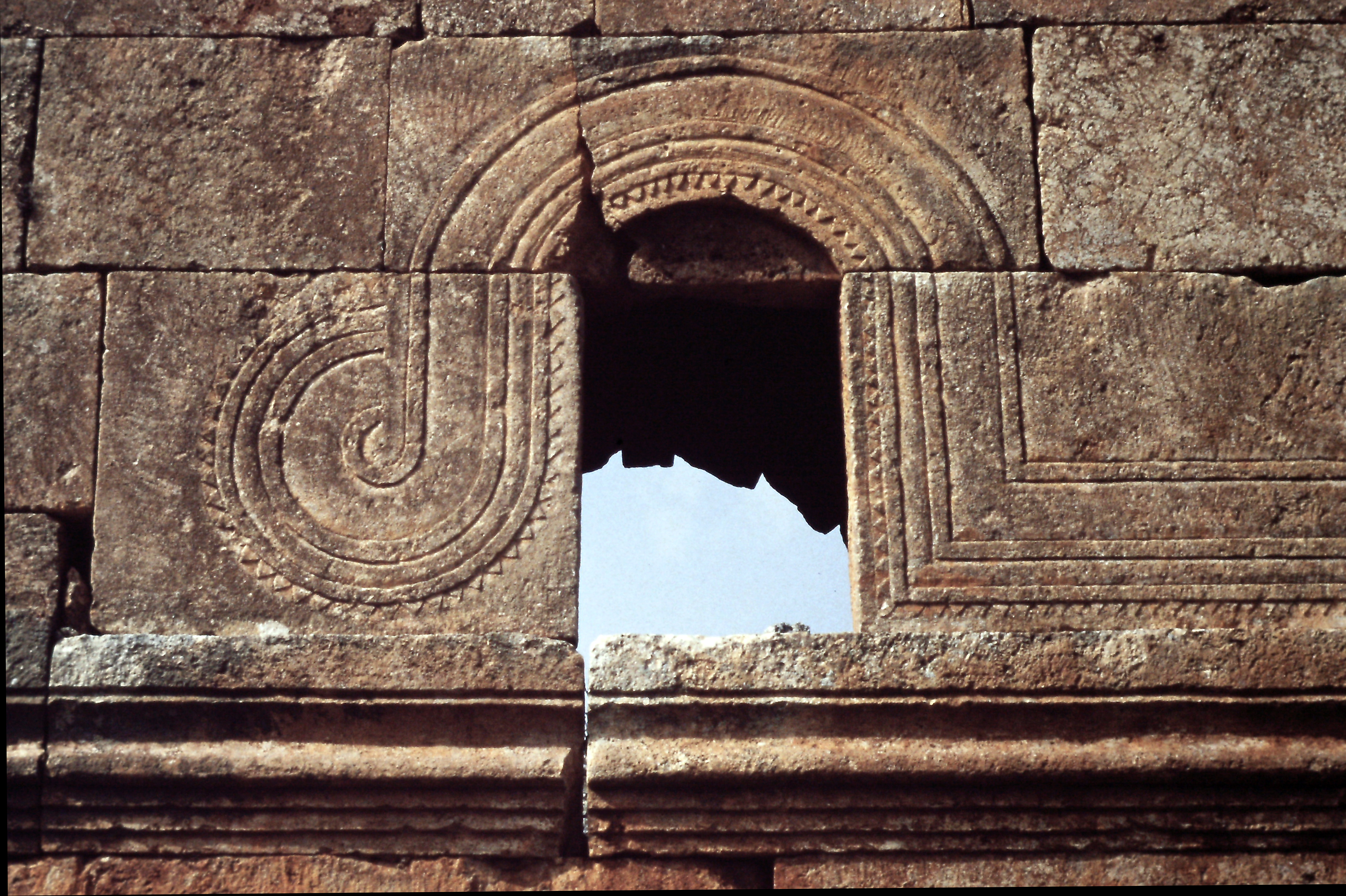
الگو در دیوارهای کلیسا
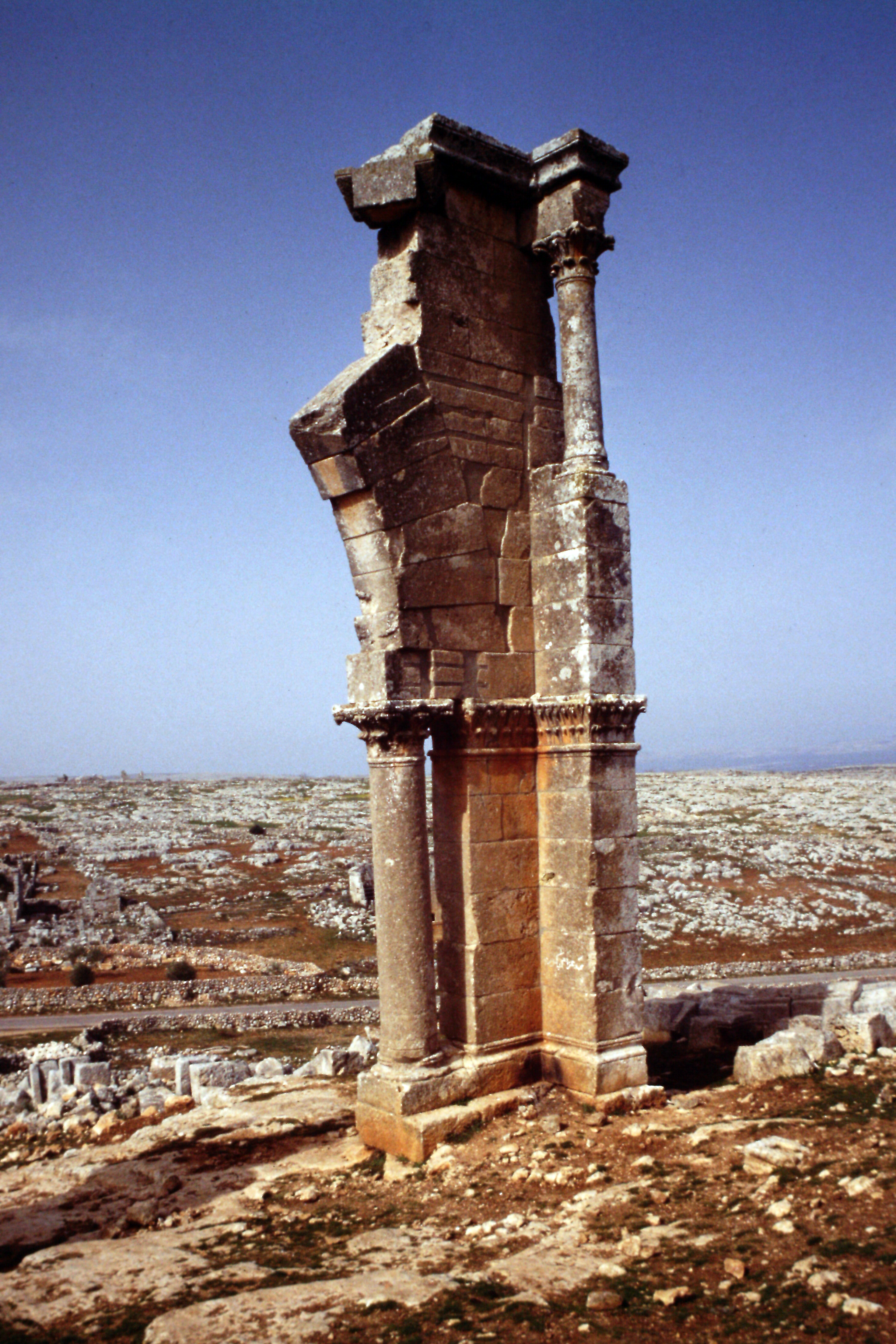
باقی مانده از دهلیز